# 안드레 펠리피 히베이루 지 소우자
안드레 펠리피 히베이루 지 소우자(포르투갈어: André Felipe Ribeiro de Souza, 1990년 9월 27일 ~ )는 짧게 안드레(포르투갈어: André)로 잘 알려진 브라질의 축구 선수로 포지션은 스트라이커이다. 현재 쉬페르리그의 가지안테프 FK에서 활약하고 있다.

## 선수 경력

### 스포르트 헤시피
안드레는 2015시즌 스포르트 헤시피로 임대를 떠났으며 13득점을 올리며 득점 3위에 이름을 올렸다.